# Ravello Festival

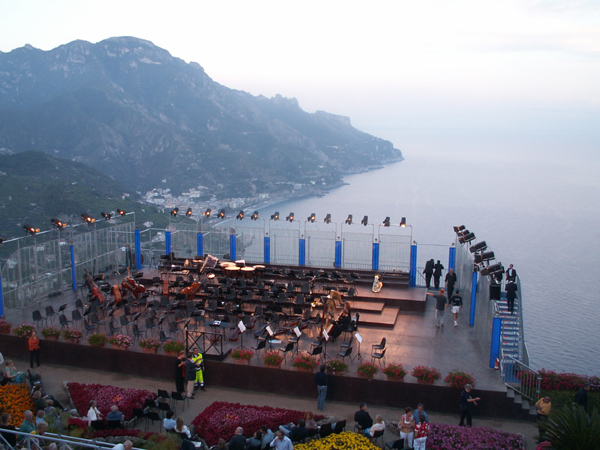

Ravello Festival è un festival musicale e culturale estivo che si tiene annualmente a Ravello e che comprende manifestazioni di musica classica, cinema, letteratura ed altre arti, alle quali prendono parte artisti di fama internazionale.

## Storia
L'idea del festival, nato nel 1953 con il contributo dell'Ente Provinciale per il Turismo di Salerno (allora presieduto da Girolamo Bottiglieri), si deve a Paolo Caruso, il quale, sulla scia di precedenti eventi musicali dedicati a Richard Wagner, pensò ad una manifestazione progettata appositamente per i cultori della musica del compositore tedesco. La prima edizione, tenutasi in due serate con le musiche dell'Orchestra del Teatro San Carlo di Napoli, sotto la direzione di Hermann Scherchen e William Steinberg, cadde, tra l'altro, proprio in occasione del 70º anniversario della morte di Wagner.
A partire dal 2003 la Fondazione Ravello si occupa della realizzazione del Ravello Festival; sempre nello stesso anno è stato introdotto il cosiddetto leitmotiv, ossia il tema centrale attorno al quale ruotano tutti gli eventi del festival.
Nel corso delle varie edizioni, si sono esibite al festival molte orchestre internazionali, tra cui la Staatskapelle Dresden, i Münchner Philharmoniker, la Royal Philharmonic Orchestra, la London Symphony Orchestra, l'orchestra del Teatro Kirov di San Pietroburgo, la Gewandhausorchester Leipzig, l'Orchestra Sinfonica Nazionale della RAI, l'Orchestra del Maggio Musicale Fiorentino, l'Orchestre national de France e l'Orchestra filarmonica di San Pietroburgo.
Contrariamente a quanto si racconta, Wagner non soggiornò mai a Ravello; soggiornò a Napoli per qualche mese e a quell'epoca fece una gita di tre giorni ad Amalfi. Durante un pomeriggio salì a Ravello dove rimase circa tre ore, visitò villa Rufolo, bevve una limonata, e si meravigliò di trovare all'interno della villa il giardino di Klingsor così come lo aveva immaginato e la cui musica aveva già scritto.
Il 19 marzo 2014 viene registrato, presso il Tribunale di Salerno, il giornale ufficiale del Festival di Ravello: il Ravello Magazine.

## Leitmotiv
I leitmotiv scelti per le edizioni del Ravello Festival sono stati, in ordine cronologico:
- 2003: Il Potere
- 2004: Il Sogno
- 2005: Il Contrasto
- 2006: Il Gioco
- 2007: La Passione
- 2008: La Diversità
- 2009: Il Coraggio
- 2010: La Follia
- 2011: Il Viaggio
- 2012: La Memoria
- 2013: Il Domani
- 2014: Sud
- 2015: Incanto

## Auditorium Oscar Niemeyer
L'Auditorium Oscar Niemeyer è stato inaugurato il 29 gennaio 2010.